# 吉田征人
吉田 征人（よしだ まさと、1967年5月29日 - ）は、兵庫県出身の元プロ野球選手（外野手）。

## 来歴・人物
津名高校では、1985年夏の県大会では準々決勝で報徳学園高校に敗北し甲子園出場を逸する。高校同期に捕手の木戸賢永がいる。
1986年に阪急ブレーブスへドラフト外で入団。1990年にオリックス・ブレーブスを退団し引退した。

## 詳細情報

### 年度別打撃成績
- 一軍公式戦出場なし

### 背番号
- 76（1986年 - 1987年）
- 49（1988年 - 1990年）